# Flagelina
Flagelina é a proteína estrutural do flagelo bacteriano.